# Jindřichov (Přerovi járás)
Jindřichov település Csehországban, Přerovi járásban. Jindřichov Potštát, Luboměř, Odry, Spálov, Bělotín, Střítež nad Ludinou és Partutovice településekkel határos. Lakosainak száma 497 fő (2024. január 1.).

## Népesség
A település lakosságának változását az alábbi diagram mutatja:
| Lakosok száma | 632  | 661  | 652  | 528  | 509  | 469  | 466  | 461  | 480  | 497  |
|               | 1869 | 1890 | 1921 | 1950 | 1980 | 2001 | 2017 | 2019 | 2022 | 2024 |